# سايمون كوبر
سايمون كوبر (15 أكتوبر 1969) (بالإنجليزية: Simon Kuper)‏ صحفي وكاتب بريطاني.
يكتب كوبر عن الرياضة «من منظور أنثروبولوجي».

## مسيرته
وُلد كوبر في أوغندا لأبوين من جنوب إفريقيا، وانتقل إلى لايدن في هولندا وهو طفل، والده آدم كوبر يعمل محاضرا في علم الإنسان بجامعة لايدن. عاش أيضًا في جنوب إفريقيا (للهروب من الشتاء الهولندي)، وستانفورد وكاليفورنيا وبرلين ولندن. درس التاريخ والألمانية في جامعة أكسفورد. وهو يعيش الآن في باريس مع أسرته.
فاز بجائزة ويليام هيل للرياضة في سنة 1994 عن كتابه «كرة القدم ضد العدو». وقد كتب أيضًا لصحيفة الأوبزرفر والغارديان، وهو حاليًا كاتب عمود رياضي في صحيفة فاينانشال تايمز.